# Local 58
Local 58 — это веб-сериал в жанре психологического хоррора на YouTube, созданный интернет-карикатуристом и писателем Крисом Страубом. Сериал является спин-оффом крипипасты Страуба Candle Cove. В настоящее время сериал размещён на канале YouTube LOCAL58TV. Каждый видеоролик сериала демонстрируется как кадры вымышленного общественного телеканала, расположенного в округе Мейсон, Западная Вирджиния, созданного в конце 1930-х годов, под названием Local 58 и позывным WCLV-TV, периодически захватываемого в течение нескольких десятилетий трансляциями зловещих и сюрреалистических сюжетов. Хотя в сериале нет непрерывного сюжета, почти каждый эпизод, включает загадочные отсылки, связанные с демонстрацией Луны или ночного неба, а также ссылки на межвселенскую организацию, известную как Инициатива по исследованию мыслей (TRI).
В сериале используется техника деградации видео и звука (Generation loss) для добавления реалистичности и тревожности каждому видеоролику. Сериал описывает себя как «аналоговый хоррор» — поджанр, который с тех пор использовался в качестве названия для нишевых веб-серий в жанре «найденных видеоматериалов» на тему VHS, либо вдохновлённых Local 58, либо использующих тот же стиль и приёмы. Первоначально сериал размещался на ныне несуществующем веб-домене local58.info в 2015 году, а затем был загружен на YouTube в 2017 и 2018 годах. С тех пор сериал стал культовым.
Веб-сайт (local58.tv) был выпущен в сентябре 2021 года как продолжение основной сюжетной линии. На сайте есть «Веб-архив LookBack», аналогичный службе веб-архивов Wayback Machine. На нём расположены многочисленные пасхальные яйца и сюжетные точки для связанной игры в альтернативной реальности (ARG), которая предлагает более подробную информацию о вселенной сериала.

## Эпизоды
Local 58 состоит из девяти серий, каждая из которых варьируется по продолжительности. Эпизоды изначально загружались на отдельный веб-сайт, однако с конца 2018 года все выпуски теперь загружаются на YouTube.
| 1 | «Погодная служба» «Weather Service»                                  | Крис Страуб | Крис Страуб | октябрь 26, 2015 |
| Расписание программ, транслируемое в полночь, прерывается сообщением EAS от местной службы погоды, предупреждающим зрителей о происходящем метеорологическом событии и рекомендующим зрителям не смотреть на это событие до оповещения. Нормальное вещание возобновляется, но затем снова прерывается более срочным сообщением системы оповещения. Затем станция захватывается, и взломщик изменяет сообщения систем оповещения, утверждая, что метеорологическое явление безопасно и что предупреждение снято. Вещание сменяется прямыми призывами зрителей выйти на улицу. Затем, похоже, происходит борьба за контроль над станцией между первоначальными вещателями и взломщиком. Будучи почти полностью перекрытой помехами, первая сторона отчаянно пытается предупредить зрителей об опасности, а вторая пытается отключить эти сообщения. Local 58 ненадолго возвращается к обычному вещанию на несколько секунд, прежде чем в эфир выходит последняя последовательность сообщений, в которой кажется, что второй стороне удалось получить контроль над станцией, и она публикует серию бредовых загадочных сообщений, подробно описывающих, как они были загипнотизированы тем, что является самой «Луной». После запуска последнего сообщения канал переключается на изображение Луны в реальном времени, в то время как слышны далёкие звуки криков людей, а затем экран темнеет. |                                                                      |             |             |                  |
| 2 | «Непредвиденные обстоятельства» «Contingency»                        | Крис Страуб | Крис Страуб | январь 16, 2016  |
| Станция выходит из эфира на ночь и начинает вещание телевизионной испытательной таблицы. Затем трансляция внезапно прерывается аварийным оповещением от вымышленного «Департамента по сохранению американского достоинства» (DPAD) и письменным сообщением от президента Линдона Джонсона с изображением «звёздно-полосатого флага», утверждая, что вооружённые силы Соединённых Штатов потерпели поражение от вооружённых сил иностранного государства. В сообщении, напечатанном на слайде, говорится, что все американцы «призываются к ДЕЙСТВИЮ», чтобы «сохранить память о Соединённых Штатах ясной и яркой… незапятнанной и бескомпромиссной». После того, как сообщение заканчивается, по мере продолжения трансляции воспроизводится сильно искажённое исполнение «Знамени, усыпанного звёздами». Департамент по сохранению американского достоинства призывает зрителей совершить массовое самоубийство, чтобы помешать вражеским силам захватить их. После информирования зрителей о том, что местные правоохранительные органы должны «обеспечить гражданами соблюдение указаний» и что «задержка исполнения противоречит закону» — подразумевая, что любой, кто сопротивляется приказу совершить самоубийство, должен быть казнён — в передаче говорится, что она будет повторяться «до тех пор, пока не останется никого, кто бы это читал», и рекомендует самоубийство огнестрельным оружием. Они также предлагают, если позволяет время, «позу победы», ритуальную позу, в которой по крайней мере один человек ложится на спину на лужайке перед домом, прежде чем выстрелить в себя. После указания зрителям «усыпить» своих детей и домашних животных, а затем заявления о том, что «51-й штат НЕ СУЩЕСТВУЕТ», ошибочная трансляция внезапно останавливается. Local 58 публикует опровержение, утверждая, что сообщение было мистификацией, и приносит извинения за ошибку. Тем не менее за сообщением виден второй слайд, предписывающий станции заявить, что отснятый материал был мистификацией в случае случайной трансляции, что указывает на то, что всё, что было видно до ложного слайда, было реальным планом на случай непредвиденных обстоятельств, предназначенным для использования, если такие события будут иметь место в реальности. |                                                                      |             |             |                  |
| 3 | «Вы на самом коротком пути» «You Are On The Fastest Available Route» | Крис Страуб | Крис Страуб | июнь 19, 2016    |
| Расписание программ для канала резко обрывается и заменяется кадрами с видеорегистратора, записанными 21 ноября 2014 года, в которых водитель следует по навигации GPS. Поездка в основном состоит из указаний GPS, которые информируют водителя о том, что он находится «на самом быстром доступном маршруте». Через некоторое время кадры переключаются на водителя, который едет посреди леса по грунтовой дороге, при этом указания GPS становятся все более подозрительными, водителю предлагается следовать через знак «Въезд Запрещён», чтобы продолжить движение по безымянной дороге, припарковать машину и выключить фары. Выполнив все инструкции, водитель полностью останавливает автомобиль с выключенным светом. Через несколько секунд можно услышать громкий рев. Водитель быстро снова включает фары, чтобы увидеть двуногое существо на дороге. Передача внезапно прерывается, когда водитель уезжает от существа, а GPS постоянно говорит водителю развернуться. GPS быстро отсчитывает расстояние в футах по мере того, как рёв становится громче, показывая, что целью является само существо. После резкого замирания видеоряд повторно включается снаружи, направляясь к машине, которая теперь лежит боком с треснутым лобовым стеклом. Слышен последний рёв, когда видеоряд прерывается, и GPS, наконец, объявляет медленным, неисправным механическим голосом, что водитель прибыл в пункт назначения. |                                                                      |             |             |                  |
| 4 | «Идентификатор станции» «STATION ID»                                 | Крис Страуб | Крис Страуб | ноябрь 2, 2017   |
| Видео, служащее трейлером канала, состоит из серии загадочных сообщений, которые гласят следующее: АНАЛОГОВЫЙ ХОРРОР НА 476 МГц НАЧИНАЕМ НАШ ДЕНЬ ВЕЩАНИЯ ОБЕРНИТЕСЬ ЭТО НЕ ИМЕЕТ ЗНАЧЕНИЯ ЕСТЬ ДРУГИЕ ПРИЕМНИКИ БЕЗОПАСНОСТЬ В ЦИФРАХ Затем видео резко обрывается на чёрный экран. |                                                                      |             |             |                  |
| 5 | «Детская программа» «Show For Children»                              | Крис Страуб | Крис Страуб | июль 30, 2018    |
| Расписание передач переходит к заставке, а затем к анимации в жанре резинового шланга Мультфильму под названием «Серьёзная ошибка», в котором изображён антропоморфный скелет по имени Cadavre. Мультфильм начинается с того, что Кадавр прогуливается ночью по кладбищу под улыбающейся Луной над головой. Он натыкается на открытую могилу, задаётся вопросом, может ли его возлюбленная быть внутри, и решает заглянуть. Внутри могилы находится реалистичный скелет, который пугает Кадавра и заставляет его убежать. Он находит другую могилу и решает снова заглянуть внутрь, но его пугает инопланетное существо, похожее на птицу. Когда саундтрек полностью отключается, Кадавр, теперь явно напряжённый, продолжает идти по кладбищу, в то время как Луна смотрит на него сверху вниз. Он заглядывает в другую могилу и спускается в неё, входя в пещеру. Побродив некоторое время по пещере, он достигает ещё одной открытой могилы. Измученный и неспособный выбраться, Кадавр лежит лицом вверх на земле. С его точки зрения можно увидеть гигантское реалистичное изображение Луны, движущейся над отверстием могилы. Вид возвращается к Кадавру, который, казалось бы, умер и превратился в безжизненный реалистичный скелет. |                                                                      |             |             |                  |
| 6 | «Взгляд назад» «A Look Back»                                         | Крис Страуб | Крис Страуб | август 27, 2018  |
| Подборка из предыдущих видео Local 58, перетасовывающая различные прошлые логотипы вымышленного канала в хронологическом порядке, захватывается, и на экране начинают мелькать сообщения, похожие на те, что показаны в «Идентификаторе станции». Затем трансляция превращается в монтаж коротких клипов из предыдущих эпизодов сериала, перемежаемых отснятыми кадрами обычных телевизионных передач. После показа ещё нескольких сообщений вещание станции возвращается к нормальному режиму. |                                                                      |             |             |                  |
| 7 | «Настоящий Сон» «Real Sleep»                                         | Крис Страуб | Крис Страуб | декабрь 19, 2018 |
| Начинает проигрываться персонализированная VHS-запись, сделанная Инициативой по исследованию мыслей (TRI), которая начинается с простой игры «миф или факт» о сне, утверждающей, что сон не имеет существенного значения для психического здоровья. Затем он отображает изображение контролируемых мозговых волн, называемое «Клейтманская Карта», подразумевая, что видео было лично разработано для предотвращения сновидений путём применения обратной карты. Затем видео обрезается до сегмента, в котором вводятся четыре последовательности способом, аналогичным эффекту искажения лиц с использованием вспышки. Первая последовательность говорит зрителю смотреть прямо в центр экрана, когда лица мелькают перед зрителем. Во второй последовательности два лица медленно сливаются, пока лицо не исчезнет. Затем третья последовательность инструктирует зрителя повторить фразу «Здесь нет лиц» (англ. There are no faces) несколько раз, когда на экране мелькают сильно искажённые лица. Затем четвёртая последовательность начинает мигать рядом, около зловещих подсознательных сообщений, в то время как «лиц нет» повторяется ещё раз, устрашающе замедленно. Видео заканчивается тем, что зрителю сообщают, что теперь он завершил программу реального сна и должен избегать посещения врача. |                                                                      |             |             |                  |
| 8 | «Наблюдение за небом» «Skywatching»                                  | Крис Страуб | Крис Страуб | ноябрь 1, 2019   |
| Следуя программе передач, начинается эпизод «Наблюдения за небом», но внезапно прерывается, сопровождаемый звуком высокого, искажённого крика. Отснятый материал заменяется любительской трансляцией человека, снимающего ночное небо с помощью своей камеры. Мужчина наводит камеру на Пояс Ориона и Плеяды, затем, сменив объектив камеры, начинает снимать Луну, которую в тексте на экране называют «ЕГО ТРОНОМ». Затем оператор показывает крупным планом поверхность Луны с движущимися облаками, кажущимися органическими образованиями и странными искусственными сооружениями. Затем Луна исчезает. Когда оператор снова меняет объектив, слышен громкий шум, когда снова появляется Луна, теперь гораздо большего размера. Звучат сирены воздушной тревоги, и оператор настраивает яркость камеры, направленной на Луну, показывая её южное полушарие, приоткрытое и открывающее тело гигантского скелетообразного организма внутри. Затем оператор идёт к Луне с поднятыми руками, когда сирена резко обрывается. Затем на экране появляется текст с надписью «ВОЗРАДУЙСЯ», прежде чем экран покрывается статическими помехами. |                                                                      |             |             |                  |
| 9 | «Цифровой переход» «Digital Transition»                              | Крис Страуб | Крис Страуб | октябрь 31, 2021 |
| 13 июля 2021 года Local 58 готовится к переходу на цифровое телевидение в полночь. После завершения обычного показа эпизода «One Step Beyond» канал транслирует трибьют-ролик, посвящённый многочисленным эпохам 82-летней истории станции (1939 — настоящее время) и её передачам. На конце бампера изображён новый логотип Local 58 с расширенным слоганом «Общественное цифровое телевидение». Переключение происходит, но по мере того, как часы проходят полночь, трансляция становится всё более искажённой, и аналоговый сигнал сохраняется, видимый за выходом цифрового сигнала, настаивая на том, что цифровое переключение было отложено. Затем объект, управляющий аналоговым сигналом, начинает транслировать последовательность загадочных сообщений на тему предательства наряду с кадрами из «Службы погоды». Получив полный контроль над цифровым сигналом станции, объект выдаёт ещё одну последовательность сообщений, намекающих на его связь с Луной. Искажённое лицо появляется на экране перед тем, как трансляция полностью прекращается, поспешно заменяясь юридическим предупреждением от FCG — Вселенского агентства, основанного на реальном агентстве FCC, — о «несанкционированном аналоговом приеме». |                                                                      |             |             |                  |

## Разработка и принятие
Телевизионная станция под названием «Channel 58» впервые появилась в крипипасте Страуба Candle Cove, которая приняла форму ветки форума о причудливой детской программе с таким же названием, транслируемой в сети. В шоу была показана человеческая девушка по имени Дженис, воображающая, что дружит с пиратами, которых играют струнные марионетки. Злодей был скелетом, известным как «Снимающий кожу», который носил одежду, сделанную из человеческой кожи мёртвых детей. По ходу передачи подробности шоу становятся всё более тревожными, пока пользователи не вспоминают, что в нём был эпизод, в котором все пираты маниакально кричали, а Дженис безутешно рыдала. История заканчивается тем, что пользователь заявляет, что, когда он спросил свою мать в доме престарелых о шоу, она заявила, что он настроил телевизор на статические помехи и смотрел на экран. Страуб подтвердил на Reddit, что это тот же канал, что и в веб-сериале, и что позывной WCLV является отсылкой к Candle Cove («CLV = CandLe coVe»).
Страуб определил темы сериала как «неподвижность, недоверие к предупреждениям о безопасности, неправильное использование массового потребления, параллельная наука, возникающая из неисследованных дурных намерений, догматическое мышление».
Страуб использовал iMovie для создания первых двух эпизодов Local 58 и Final Cut Pro X для остальных эпизодов. Все активы, используемые в сериале, либо взяты из общедоступных носителей (например, музыка Local 58 «2000-х», стандартный трек под названием «Entering Graciously»), либо созданы самим Страубом с помощью Clip Studio, Adobe Photoshop и Adobe Flash.
С момента своего первоначального дебюта Local 58 вдохновил на создание других сериалов с похожими темами, включая Channel 7 из вселенной Tempest Universe и сериал Gemini Home Entertainment.
По состоянию на 23 декабря 2021 года у Local 58 более 483 000 подписчиков и более 17 167 673 просмотров всего с девятью видео.
Сабреддит, посвящённый сериалу, был создан 8 августа 2016 г., и по состоянию на 3 декабря 2021 г. у него 20 900 подписчиков. Многие поклонники сериала создали теории относительно возможных значений или всеобъемлющего повествования видео как в сабреддите, так и на YouTube. Сам Страуб ответил на несколько вопросов о сериале в сабреддите.
Предупреждение о чрезвычайной ситуации, показанное в эпизоде «Непредвиденные обстоятельства», сравнивают с ложным предупреждением о ракетах на Гавайях в 2018 году.